# La Alcoraya
La Alcoraya (en valenciano L'Alcoraia) es una partida rural (entidad singular) y pedanía (núcleo de población) del municipio de Alicante (España). Se encuentra situado junto a la Sierra de las Águilas. Durante el siglo XIX La Alcoraya perteneció al ayuntamiento de San Vicente del Raspeig.

## Descripción
La Alcoraya no tiene un núcleo urbano claro, pese a haber sido durante muchos años del pasado siglo XX la partida rural de Alicante más poblada. El abandono de las actividades agrícolas propició el traslado de la población a las ciudades. En otros tiempos mejores destacó por su actividad minera y por la distribución de aguas. Además, fue característico de la zona la existencia de viviendas cueva, algunas de las cuales todavía hoy pueden encontrarse.

## Población
En el año 2022, La Alcoraya tiene un total de 360 habitantes distribuidos de la siguiente manera:
- La Alcoraya, 52
- Diseminado, 308

## Fiestas
Se celebran en honor a san Joaquín y a santa Ana, entre el 28 de julio y el 2 de agosto. Hay una ermita dedicada a santa Ana, y desde allí salen y allí terminan las procesiones. Se tiene constancia de celebraciones en honor a santa Ana en La Alcoraya desde el año 1710. También, durante las fiestas se realizan diversas actividades, entre ellas la paella gigante, la desfachatez gigante, el soparet, la presentación de bellezas y damas, carreras de bicicletas, concurso de petanca y la más que tradicional tira a bola. Es la única partida de Alicante que cuenta con Hoguera, fundada en el año 2001 por Daniel Moya Pastor, la cual se quema el último día de las fiestas con la tradicional "banyà". Su primer presidente y fundador fue Pascual Pastor en 1980.